# Oremus, Alleluia e Così Sia
Oremus, Alleluia e Così Sia è un western del 1973 diretto da Alfio Caltabiano. Il film, conosciuto anche col titolo provvisorio di Mamma mia è arrivato Così Sia, è il seguito di Così sia, girato da Caltabiano nel 1972.

## Trama
Chaco e la sua banda incontrano Così Sia, che sembra avere sempre la meglio su di loro, affronta gli uomini con un piano per irrompere in una banca, non proprio per i soldi, ma per vendicarsi del reverendo Smith con il quale ha un osso da raccogliere.